# Long Live the Kings
Long Live the Kings — десятий студійний альбом американського реп-рок гурту Kottonmouth Kings, виданий лейблом Subnoize Records 20 квітня 2010 р. Це перший реліз з новим учасником, The Dirtball. До альбому потрапив сингл «At It Again» із сольної платівки Джонні Ріхтера Laughing і «Mushrooms», сиквел до пісні The Dirtball «Mushroom Cloud». Виконавчі продюсери: Daddy X, Кевін Зінґер. На обкладинці можна побачити число 420 (термін, що використовується в північноамериканській наркотичній субкультурі для позначення популярного часу куріння марихуани).
Спеціальне видання, яке ексклюзивно продавали через інтернет-крамницю гурту, містить бонусний CD та DVD. Перші 11 треків з бонусного CD також потрапили до диску з видання Long Live the Kings для Best Buy, а пісні № 12-14 увійшли до iTunes-версії. Мастеринг: Том Бейкер. Фотограф: Фабріс Генсеннс, Дерек Пленк. Арт-дирекція, дизайн: Кессі Квінтл. Ілюстрації: Люк Тарновський.

## Список пісень
| Стандартне видання | Стандартне видання                              | Стандартне видання |
| #                  | Назва                                           | Тривалість         |
| ------------------ | ----------------------------------------------- | ------------------ |
| 1.                 | «Long Live the Kings»                           | 4:48               |
| 2.                 | «Party Monsters» (з участю Tech N9ne)           | 4:20               |
| 3.                 | «Rampage»                                       | 3:26               |
| 4.                 | «Great When You're High»                        | 4:03               |
| 5.                 | «Stomp»                                         | 4:01               |
| 6.                 | «Lucky Day»                                     | 4:48               |
| 7.                 | «At It Again» (сольний трек Джонні Ріхтера)     | 2:49               |
| 8.                 | «Make It Rain»                                  | 3:42               |
| 9.                 | «Party Girls» (з участю Vicky Calhoun)          | 3:07               |
| 10.                | «Mushrooms» (сольний трек The Dirtball)         | 4:08               |
| 11.                | «Black Smoke»                                   | 3:31               |
| 12.                | «Fuck the Police» (з участю Insane Clown Posse) | 4:38               |
| 13.                | «Reefer Madness»                                | 4:30               |
| 14.                | «Checkmate»                                     | 4:23               |
| 15.                | «Kill the Pain» (з участю Dogboy)               | 4:18               |
| 16.                | «Mad Respect»                                   | 4:48               |
| 17.                | «Lets Do Drugs» (з участю Big B)                | 3:26               |
| 18.                | «Let the Indo Blow»                             | 2:54               |
| 19.                | «Take It to the Top»                            | 3:02               |
| 20.                | «Simple and Free»                               | 3:57               |

| Бонусний CD: Subnoize Superset | Бонусний CD: Subnoize Superset                      | Бонусний CD: Subnoize Superset |
| #                              | Назва                                               | Тривалість                     |
| ------------------------------ | --------------------------------------------------- | ------------------------------ |
| 1.                             | «High Times»                                        | 3:50                           |
| 2.                             | «All I Need» (з участю Dogboy)                      | 3:32                           |
| 3.                             | «It's a Lie» (з участю Vicky Calhoun)               | 4:01                           |
| 4.                             | «Talkin' Shit on the Internet»                      | 3:51                           |
| 5.                             | «Life Is Beautiful»                                 | 4:22                           |
| 6.                             | «Smiling Faces»                                     | 4:07                           |
| 7.                             | «Enjoy the Ride» (з участю Dogboy)                  | 3:35                           |
| 8.                             | «Dead and Gone»                                     | 4:17                           |
| 9.                             | «Playa» (сольний трек D-Loc) (з участю Saint Dog)   | 5:04                           |
| 10.                            | «P in the Punk» (у вик. X-Pistols)                  | 2:32                           |
| 11.                            | «Super Chronic Megablast» (сольний трек DJ Bobby B) | 4:15                           |
| 12.                            | «Free Soul»                                         | 4:25                           |
| 13.                            | «American Made»                                     | 2:07                           |
| 14.                            | «Last Joint»                                        | 3:44                           |
| 15.                            | «Mission Control»                                   | 3:52                           |
| 16.                            | «Top of the World»                                  | 4:26                           |

## Чартові позиції
| Чарт (2010)                           | Найвища позиція |
| ------------------------------------- | --------------- |
| США                                   | 26              |
| US Independent Albums                 | 3               |
| US Rap Albums                         | 3               |
| US Top Modern Rock/Alternative Albums | 4               |
| US Top Rock Albums                    | 6               |